# Institutul Nistrean de Economie și Drept
Institutul Nistrean de Economie și Drept a fost o instituție de învățământ superior din Bălți, Republica Moldova. Institutul dispunea de două blocuri, unul în centrul orașului, celălalt în cartierul Pământeni. Studenții își făceau studiile la trei facultăți: Facultate de Drept, Facultatea Tehnologie și Management în Industria Alimentară și Facultatea de Economie. În cadrul Facultății de Drept există o specialitate - drept, Facultatea de Economie - contabilitate, turism, business și administrare, și la cea de a treia facultate - tehnologia produselor alimentare .
Institutul Nistrean a fost fondat în 1995 ca filială a Institutului de economie, management și drept din Moscova. În 1998 a devenit instituție independentă. 
În 2015 prin Hotărîrea Guvernului nr.731 din 19 octombrie 2015, i s-a retras dreptul de organizare a programelor de studii superioare de licență (ciclul I) în domeniul Drept.